# Zalophia funebris
Zalophia funebris là một loài bọ cánh cứng trong họ Cerambycidae.